# Lletania
Una lletania, en el culte cristià i algunes formes de culte judaic, és una forma d'oració utilitzat en els serveis i les processons, i que consisteix en una sèrie de peticions. La paraula ve del llatí i litania el grec antic: λιτανεία (litaneía), que al seu torn prové del grec antic: λιτή (litê), que significa "súplica". En llenguatge popular, una lletania al·ludeix a una explicació o enumeració tediosa.